# 八つ裂きの刑

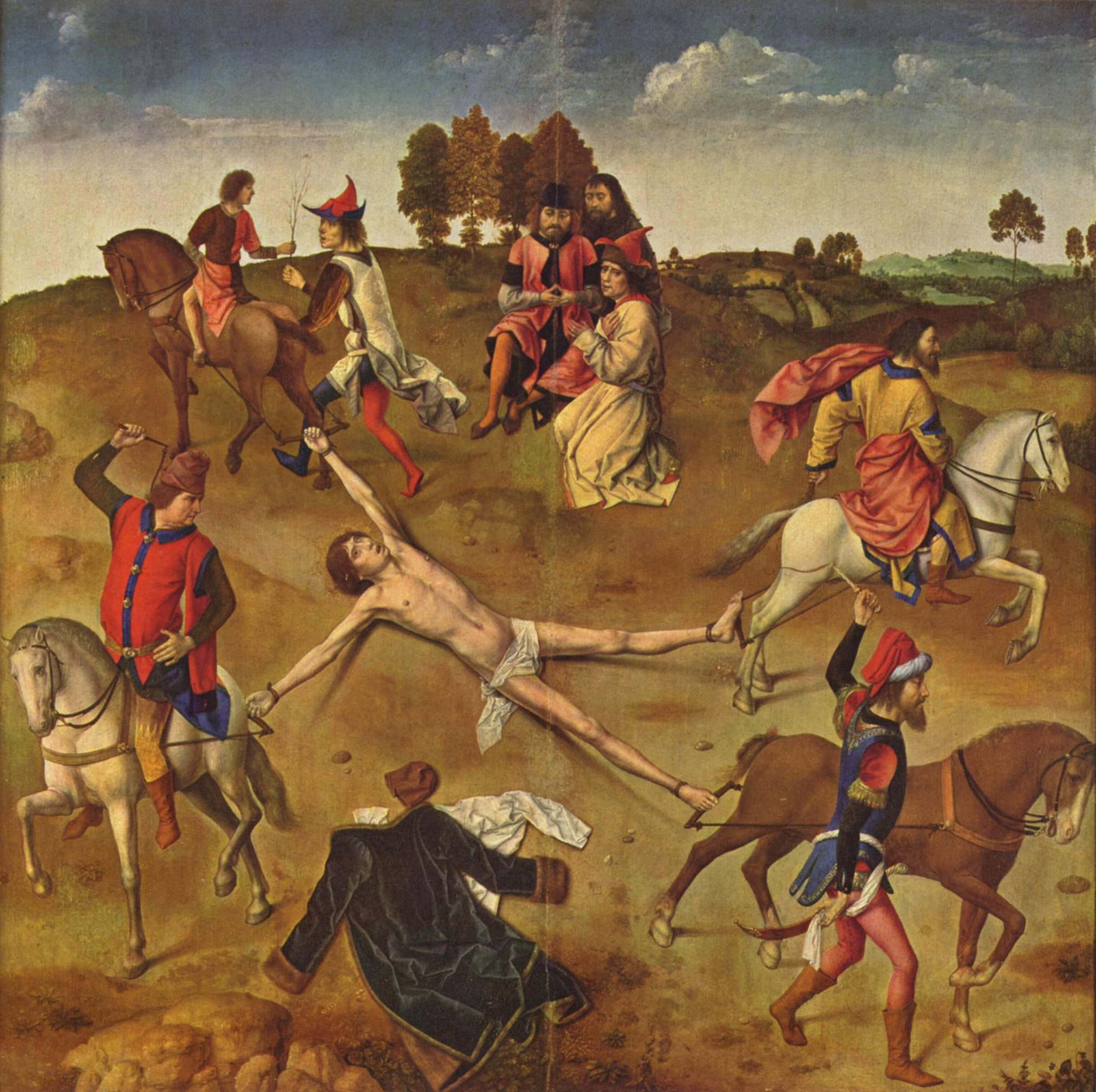
『聖ヒッポリュトスの殉教』（ディルク・ボウツ作）

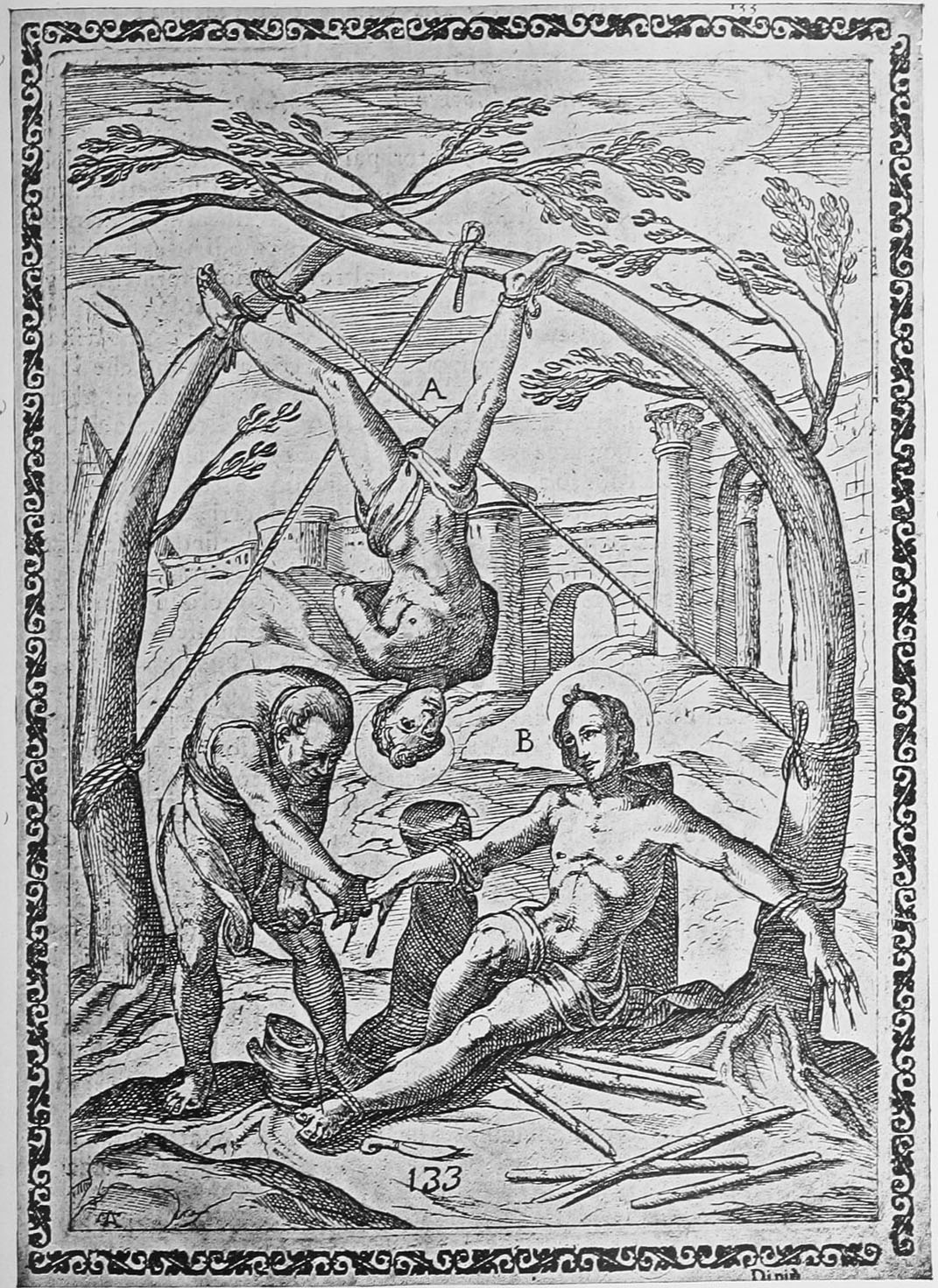
木の弾力を用いる方式。たわめた2本の樹の間に罪人を逆さ吊りに縛り付け、一気にロープを切れば反動で股が裂かれる。16世紀の木版画より

八つ裂きの刑（やつざきのけい）とは世界各地で行われていた死刑の執行方法の一種。被処刑者の四肢を牛や馬などの動力源に結びつけ、それらを異なる方向に前進させることで肉体を引き裂き、死に至らしめるものである。古代ギリシャでは、「ディアスフェンドネーゼ」（松の木折り）といい、たわめて固定した2本の木の間に罪人を逆さ吊りに縛りつけ、木が元に戻ろうとする力で股を裂く方法も用いられた。最も重い死刑の形態であり、酷刑として知られる。恐怖の馬走としても知られる。
四つ裂き・車裂き、馬走とも呼ばれ、総称して引き裂き刑と呼ばれるが、中世ヨーロッパの「車裂きの刑」は引き裂き刑とは異なるものを指す。馬走は、足のみに括り付け人体を二分する刑のことでもある。

## フランス
中世フランスの Écartèlement は、最も重い死刑の形態であった。Écartèlement は、フランス語や英語において「バラバラにすること」を意味する言葉である。フランスの刑罰では、人体を両手・両足・胴体に5分する方法になっている。これに対して適当な日本語訳として、通常「八つ裂き」が充てられている。
フランスでは国王及び王族に対する殺人および殺人未遂、国王に対する反逆に対して実施されていた。馬を四頭用意して手足を縄で縛り、四方向に人体を引きちぎるという残酷な刑罰だった。1600年に女性に対してのこの方法での処刑が検討されたことがあったが、審議の末に絞首刑とされた。
フランス史を通しても執行例は6例のみである。うち1名は現場で護衛に殺害されたが、遺体に対して執行された。
- 1563年 － ギーズ公を殺害したメレの領主ジャン・ポワトロ[1]
- 1589年 － アンリ3世を殺害した修道士ジャック・クレマン（ただし、事件現場で殺害されていたため遺体に対して行われた）[1]
- 1594年 － アンリ4世に対する殺人未遂でジャン・シャトル Jean Châtel[1]
- 1610年 － アンリ4世を殺害したフランソワ・ラヴァイヤック[1]
- 1740年 － スイスの反乱農民の首謀者Pierre Péquigat
- 1757年 － ルイ15世に対する殺人未遂でロベール＝フランソワ・ダミアン

正式に廃止されたのはフランス革命時で、1791年6月3日に立法院で刑法第三条が改訂され、死刑の方法が斬首のみになった時である。

### ロベール＝フランソワ・ダミアンの例

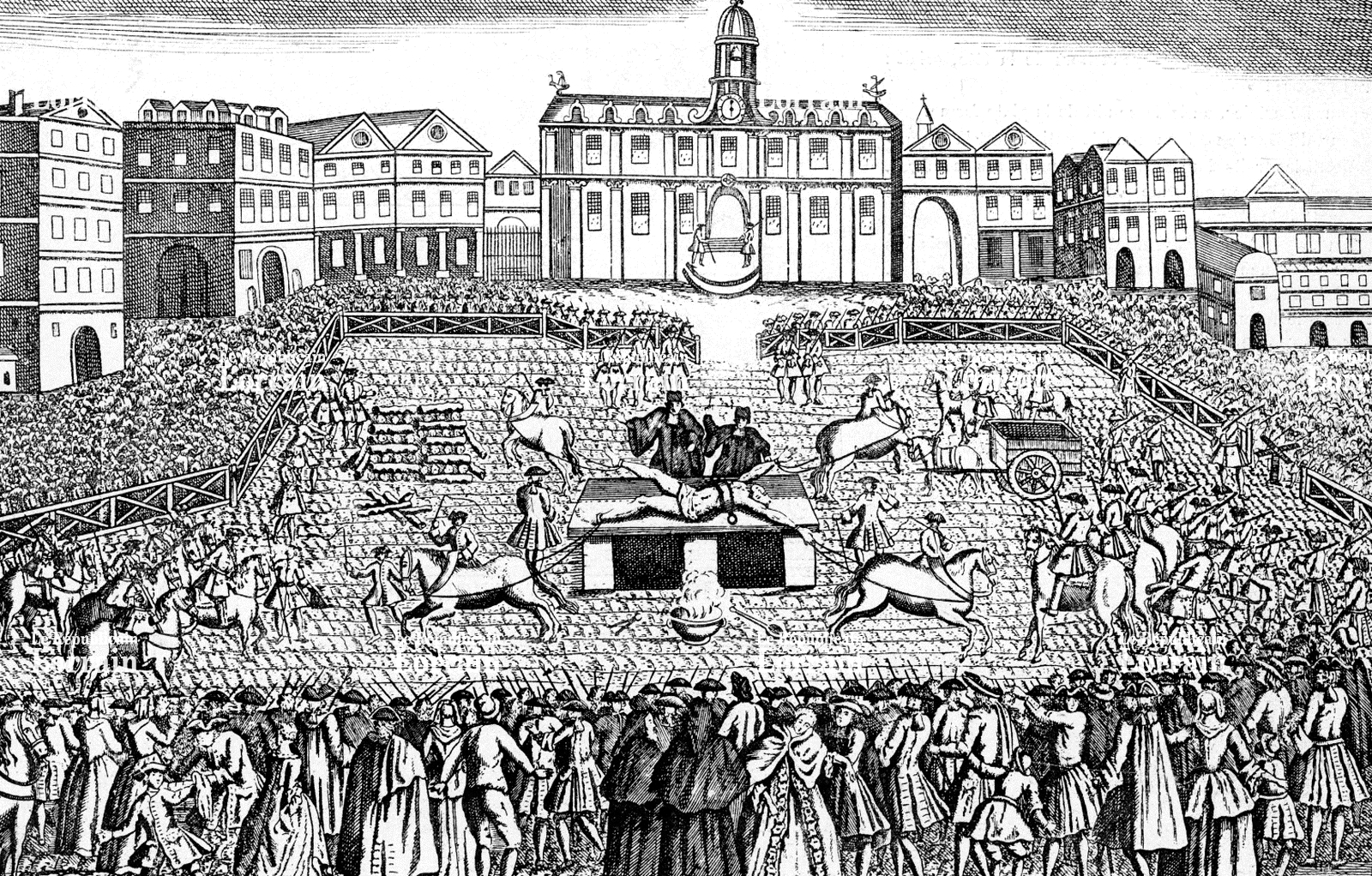
ロベール＝フランソワ・ダミアンの処刑

ロベール＝フランソワ・ダミアンは、ルイ15世の殺害を図って捕らえられ、1757年3月27日に八つ裂き刑に処せられた。この時の様子は、死刑執行人のシャルル＝アンリ・サンソンが詳細な手記を残しているため詳しく分かっている。
病気の父の代理として当時18歳だったシャルル＝アンリ・サンソンが死刑執行人として臨んだ。実際に処刑を取り仕切ったのは叔父のニコラ＝シャルル・ガブリエル・サンソンだった。
パリで八つ裂きの刑が行われるのは147年ぶりということで、誰もその実際の手順がどうなのかが分からなかった。そこで判決を聞いた2人のサンソンは必死で公文書や歴史資料を読みあさり、八つ裂きの刑の執行手順や必要な用具を調べ上げた。
八つ裂きの刑はあらゆる刑罰の中でも必要な用具と人員が最も多い刑罰なため、サンソンたちは準備に奔走した。国王の弑逆未遂という大逆罪を犯した犯人の処刑である。万一当日になっても用具が揃わず刑の執行ができないようなことにでもなれば、一転してその執行人の責任が厳しく追及されかねない状況にあった。
ダミアンはまず寺院の前に連行され、そこで罪を告白する公然告白が行われた。この後グレーブ広場に連行され、処刑台の上に上げられると、まず国王を刺した右腕を罰するために右腕を焼いた。次にペンチで体の肉を引きちぎり、傷口に沸騰した油や溶けた鉛を注ぎ込んだ。次に、地面に固定されたX字型の木に磔にされ、両手両足に縄を結ぶと、それらのもう一方の先を4頭の馬に繋いだ。これを号令とともに馬たちが一気に4方向に駆け出すことでダミアンの体から四肢を引き裂こうとしたのだが、そう簡単には行かなかった。この手順を1時間に3度も繰り返したが、ダミアンの体はびくともしない。そこでサンソンは判事の許可を得て、四肢の付け根に切り込みを入れた。すると次の回ではまず最初に片脚がもぎ取られ、次にもう片方の脚ももぎ取られ、続いて右腕が引き裂かれた。ダミアンはこの時点で絶命していた。バラバラになったダミアンの遺体はその場で火葬に付された（西欧では通常死者は土葬される）。
ガブリエル・サンソンはこの仕事のあまりの衝撃に耐えられず、息子のジャン＝ルイに職を譲って引退した。

## スペイン

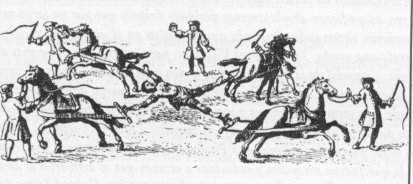
クスコにて馬に引かれて八つ裂きにされるホセ・ガブリエル・コンドルカンキ

- 1781年 － ペルーの叛乱首謀者ホセ・ガブリエル・コンドルカンキ（トゥパク・アマル2世）
- 1782年 － ヌエバ・グラナダ副王領（現在のコロンビア共和国）のコムネーロスの反乱の指導者ホセ・アントニオ・ガランがボゴタでこの刑に処されている。

## イギリス
イギリスには Quartering がある。英語で四等分を意味する言葉なので、この場合「四つ裂きの刑」と訳されることが多い。
大逆犯に対して行う死刑の過程をまとめて  Hanged, drawn and quartered と呼ばれる。これは、首吊り・内臓抉り・四つ裂きの刑と訳される。
- 1305年 － スコットランドの叛乱首謀者ウィリアム・ウォレス
- 1606年 － 火薬陰謀事件首謀者ガイ・フォークス

## ロシア

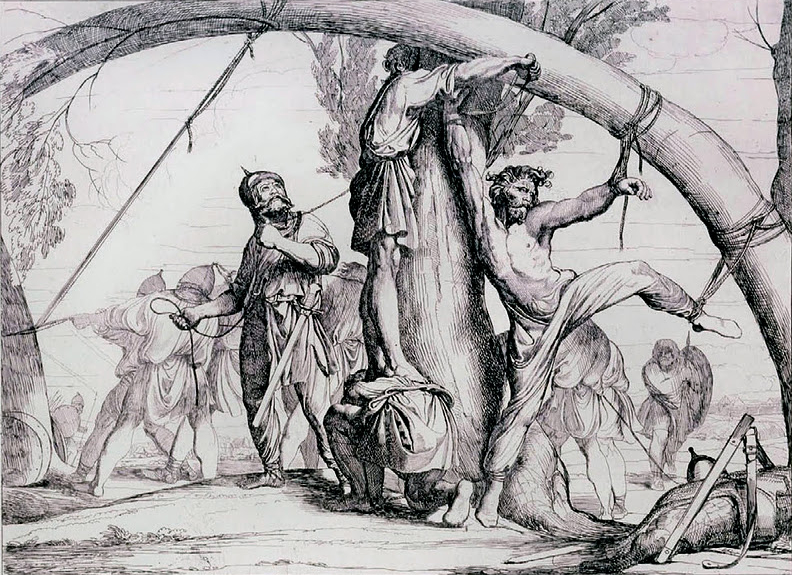
イーゴリ1世の最期。たわめた2本の木の弾力を利用した方法で、体を裂かれたという

- 945年 － イーゴリ1世 （キエフ公国の大公。統治下の部族の反撃にあい、八つ裂きにされる）
- 1671年 － スチェパン・ラージン

## 中国
中国では車裂・車折・五馬分屍・轘と呼ばれる刑があった。それぞれ罪人の四肢に馬車を繋いで一気に発進させて引き裂き、人間の身体を2本の腕と2本の脚、そして胴体の合計5つに分解するのである。これらは通常、「車裂きの刑」と訳される。また、馬車を使わず、直接、馬や牛に引かせるといった方法もあった。
この刑の執行は、すでに古代の周王朝から記録が見受けられる。春秋時代になると、互いに覇を競う諸侯たちは、自身を害しようとする反逆分子をこの方法で処刑した。戦国時代には秦の宰相の商鞅が、さらに秦王政（後の始皇帝）の母親の愛人である嫪毐などがこの方法で処刑された。秦による統一以降も陳勝の部下であった宋留がこの刑で処刑されている。後漢末に黄巾党の頭目の馬元義も同様に車裂きで処刑されている。
三国時代の呉においては、暴君として名高い孫晧が、自身の死後の皇位継承者と目される孫奮に取り入ろうとした豫章太守の張俊を車裂きに処している。
五胡十六国時代には異民族の侵入で世が混乱した。勃興した国々の統治者達は性格が凶暴なものが多かったが、中でも後趙の石虎は常軌を逸していた。彼は領民に対して苛斂誅求を続けたが、身内に対しても容赦しなかった。可愛がっていた三男の石韜が次男の石宣によって暗殺されると、石宣の下あごに穴を開け、金輪を通して繋いだ。さらに髪と舌を引き抜いた上で絞首刑にしてから火炙りに処し、彼の妻9人と子供も皆殺しにした。さらに石宣の親衛隊300人、宦官50人を全員車裂に処した。
五胡十六国の特徴としては反乱賊子だけではなく、親不孝といった人倫にもとる罪に適応されたという点である。以下に例をあげる。
- 前涼の姑臧に住む白興という男が、自分の娘を妾にした。妻が嫉妬をすると白興は激怒して、妻を婢女に堕として娘に仕えさせた。この話が涼王の耳に入ると「古よりこのかた、こんな酷い話は聞いたことがない」と吐き捨て、白興を姑臧の市中で車裂に処すよう命令した[4]。
- 南燕の代替わりの際、左僕射の封嵩は大后の元に宦官を派遣して「慕容超さまは、あなたさまがお生みになられたお方ではありません。古い規則によれば、慕容鐘さまを帝になさるべきです」と進言した。この事を知った慕容超は封嵩を逮捕して斬首刑に処そうとした。この時、封嵩は家に帰って、ひとめ母親に別れを告げさせて欲しいと願いでた。すると慕容超は「お前のような奴でも母親のことを思うのか。ならば、なぜ他人の母と子の関係を裂こうとしたのか」と激怒。封嵩の刑を斬首刑から車裂に変更させた[5]。
- 前秦の建元3年（367年）、朝廷に、母親の財布を盗んで逃走した男を捕えたので辺境に追放したいという報告があった。それを聞いた苟太后は「三千の罪状がある中でも不孝ほど大きな罪はない。このような不孝者はさらし者にして処刑すべきで、なぜ遠方の地に流すのか。中国の外に父や母がいない土地があるとでもいうのか」と激怒、息子の天王苻堅に命じて、市で車裂きにさせた[5]。

代（後の北魏）の君主の拓跋部一族の拓跋寔君が、拓跋斤の教唆で父王の拓跋什翼犍や弟たちを殺した罪で、前秦の天王苻堅によって車裂きで処刑されているのもこの一環だと見ることもできる。
やがて久々の統一国家の隋に至り、文帝楊堅は581年に新法を公布。車裂を廃止にしたが、次の煬帝によって復活。謀反を企てたものをこの方法で処刑している。
唐代には、隋の悪法として車裂は廃止されるが、哀帝の時代に行われた記録がある。
五代十国時代には一度のみしか記録が見受けられない。李克用の義子であった李存孝が、讒言から謀反へと追い込まれて車裂に処されている。遼代において平王の子の陳哥が父王を殺そうとして車裂にあったのを最後に、以降の時代は凌遅刑のような残酷な処刑そのものは行われていたものの、車裂に限っては廃止された。